# Speedcore
Speedcore – styl muzyki elektronicznej wywodzący się z hardcore techno, spokrewniony z terrorcore, identyfikowany poprzez bardzo wysokie tempo.
Istnieje podgatunek muzyki speedcore nazywany splittercore, który można określić jako ekstremalnie szybki speedcore (600-800 BPM), oraz extratone (1000 BPM i więcej).

## Charakterystyka
Najbardziej charakterystyczną cechą tego stylu jest tempo, powyżej 300 uderzeń na minutę. Utwory z gatunku często przekraczają barierę 400 bpm, a zdarzają się też takie, które osiągają 600-1000. Muzyka zazwyczaj posiada metrum 4/4, z linią perkusyjną, w której regularnie słychać dźwięk bębna basowego (podobnie jak w gabber). Pozostałe warstwy dźwiękowe zwykle stanowią jedynie tło do ekstremalnie szybkiego rytmu. Jeśli występują inne dźwięki, to są to zwykle przetworzone cyfrowo, piskliwe sample.